# Alys Thomas
Alys Margaret Thomas (Londra, 10 ottobre 1990) è un'ex nuotatrice britannica.

## Palmarès
| Anno                                  | Manifestazione          | Sede       | Evento        | Risultato | Prestazione | Note |
| ------------------------------------- | ----------------------- | ---------- | ------------- | --------- | ----------- | ---- |
| In rappresentanza della Gran Bretagna |                         |            |               |           |             |      |
| 2017                                  | Mondiali                | Budapest   | 100m farfalla | 12ª (q)   | 58"21       |      |
| 2018                                  | Europei                 | Glasgow    | 200m farfalla | Bronzo    | 2'07"42     |      |
| 2018                                  | Europei                 | Glasgow    | 4x100m misti  | Bronzo    | 3'56"91     |      |
| In rappresentanza del Galles          |                         |            |               |           |             |      |
| 2018                                  | Giochi del Commonwealth | Gold Coast | 200m farfalla | Oro       | 2'05"45     |      |
| 2018                                  | Giochi del Commonwealth | Gold Coast | 4x100m misti  | Bronzo    | 4'00"75     |      |